# Aigurande
Aigurande je malé město ve Francii, leží na samém jihu regionu Centre v départementu Indre při hranicích s regionem Limousin. Má 1 643 obyvatel (rok 2007).

## Geografie
Sousední obce: Montchevrier, La Buxerette, Crozon-sur-Vauvre, Crozon-sur-Vauvre, Lourdoueix-Saint-Pierre a Méasnes.
Územím obce protékají řeky Bouzanne a Vauvre.

## Vývoj počtu obyvatel
Počet obyvatel